# Kent Championships
Il Kent Championships è stato un torneo di tennis. Ha fatto parte del Grand Prix nel 1974 e dell'ATP Challenger Series nel 1980. Si è giocato dal 1886 al 1991 a Beckenham in Gran Bretagna su campi in erba.

## Albo d'oro

### Singolare maschile
| Anno       | Vincitore        | Finalista      | Punteggio     |
| ---------- | ---------------- | -------------- | ------------- |
| 1974       | Vijay Amritraj   | Tom Gorman     | 6–7, 6–2, 6–4 |
| 1975       | Arthur Ashe      | Roscoe Tanner  | 7–5, 6–4      |
| 1976       | Roscoe Tanner    | Jimmy Connors  | 6–3, 6–4      |
| 1977       | Mark Edmondson   | Tim Gullikson  | 6–3, 6–4      |
| 1978       | Jimmy Connors    | Stan Smith     | 9–8, 6–3      |
| 1979       | Peter Fleming    | Roscoe Tanner  | 3–6, 6–3, 7–5 |
| 1980       | Onny Parun       | Sandy Mayer    | 6–4, 4–6, 9–7 |
| 1981       | Kevin Curren (2) | Chris Lewis    | 6–2, 6–3      |
| 1982       | Kevin Curren (1) | Buster Mottram | 7–6, 6–4      |
| 1983       | Steve Denton     | Pat Cash       | 7–6, 7–6      |
| 1984- 1988 | Non disputato    | Non disputato  | Non disputato |
| 1989       | John McEnroe     | Broderick Dyke | 6–4, 7–6      |
| 1990       | Ivan Lendl (2)   | Darren Cahill  | 6–4, 7–6      |
| 1991       | Ivan Lendl (1)   | Pat Cash       | 3–6, 7–6, 7–6 |

### Singolare femminile
| Anno       | Vincitrice           | Finalista      | Punteggio     |
| ---------- | -------------------- | -------------- | ------------- |
| 1973       | Dianne Fromholtz     | Janet Newberry | 7–5, 0–6, 6–1 |
| 1974- 1976 | Non disputato        | Non disputato  | Non disputato |
| 1977       | Ol'ga Morozova       | Marise Kruger  | 7–5, 2–6, 6–3 |
| 1978       | Evonne Goolagong (2) | Laura duPont   | 6–4, 6–2      |
| 1979       | Evonne Goolagong (1) | Pam Shriver    | 6–3, 6–2      |

### Doppio maschile
| Anno       | Vincitori                  | Finalisti                       | Punteggio     |
| ---------- | -------------------------- | ------------------------------- | ------------- |
| 1974       | Dick Dell Sherwood Stewart | Chris Kachel Graeme Thomson     | 7–6, 6–1      |
| 1975- 1979 | Non disputato              | Non disputato                   | Non disputato |
| 1980       | John Austin Van Winitsky   | Chris Johnstone Greg Whitecross | walkover      |

### Doppio femminile
| Anno       | Vincitrici                                            | Finaliste                        | Punteggio                            |
| ---------- | ----------------------------------------------------- | -------------------------------- | ------------------------------------ |
| 1973       | Marina Krošina Ol'ga Morozova                         | Jackie Fayter-Hough Peggy Michel | 8–6, 6–3                             |
| 1974- 1976 | Non disputato                                         | Non disputato                    | Non disputato                        |
| 1977       | Brigette Cuypers Annette Van Zyl                      | Nataša Čmyreva Ol'ga Morozova    | 9–7, 6–4                             |
| 1978       | Non disputato                                         | Non disputato                    | Non disputato                        |
| 1979       | Jo Durie Debbie Jevans / Elizabeth Little Keryn Pratt |                                  | Titolo condiviso, finale non giocata |